# Gottfried Arnold (theoloog)

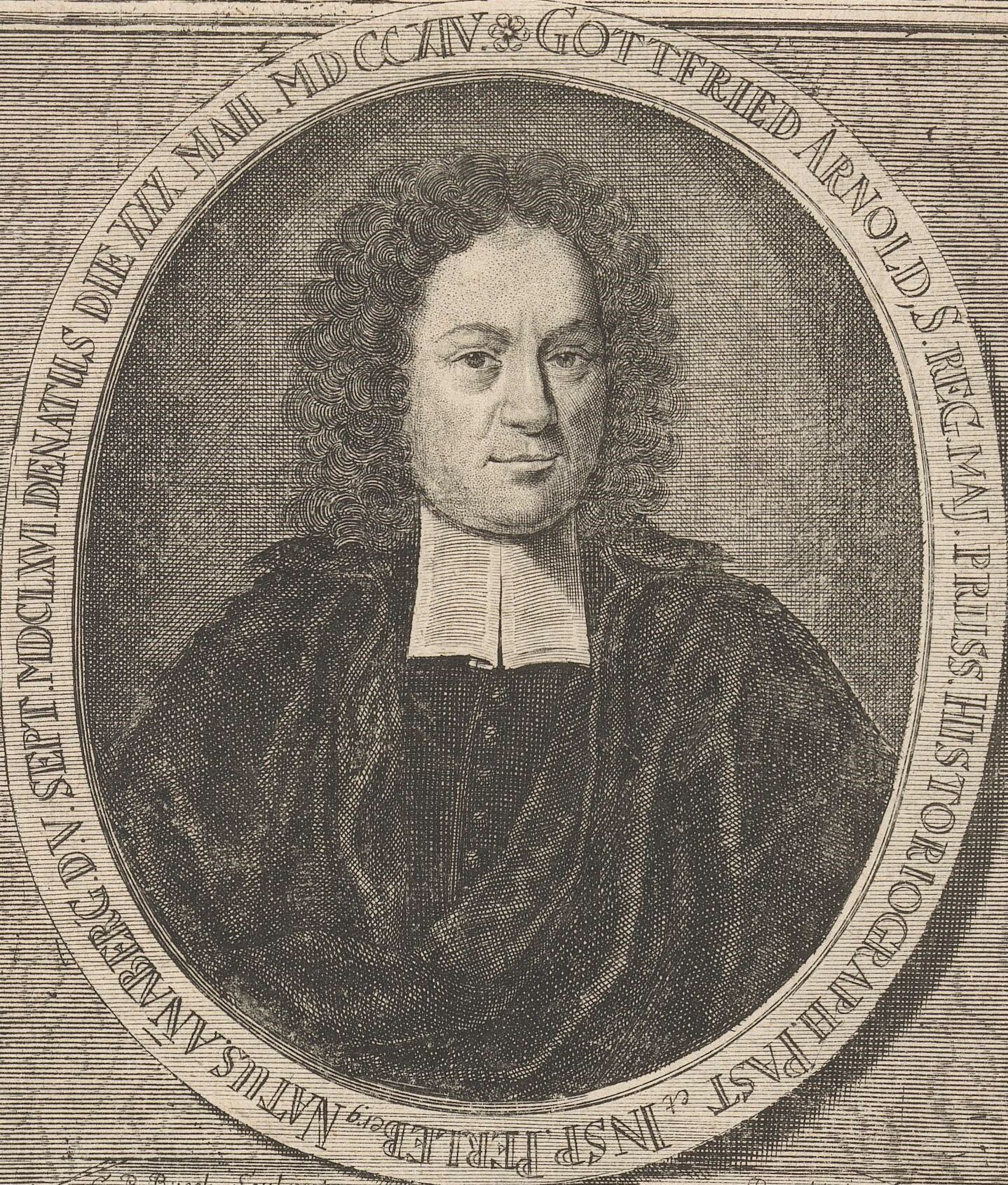
Portretgravure uit 1716 (detail)

Gottfried Arnold, met een Latijns pseudoniem Christophorus Irenaeus (Annaberg, 5 september 1666 – Perleberg, 30 mei 1714) was een Duitse  theoloog en historicus. Hij behoorde tot het lutherse radicale piëtisme en schreef een onorthodoxe kerkgeschiedenis. Deze Unpartheyische Kirchen- und Ketzer-Historie oefende een grote invloed uit op de Duitse Verlichting en met name op Johann Wolfgang Goethe, die ook een genereuze visie op tolerantie ontwikkelde. Later gaf Leo Tolstoj blijk van waardering voor het hoofdwerk van Arnold. 

## Leven
Arnold werd geboren in Annaberg in Saksen, waar zijn vader huisleraar was. In 1682 ging hij naar het gymnasium in Gera en drie jaar later naar de Universiteit van Wittenberg. Hij studeerde er theologie met nadruk op geschiedenis. Daarna werd hij, door tussenkomst van de piëtist Philipp Jakob Spener, leraar in Quedlinburg.
In 1696 debuteerde hij als auteur met Die Erste Liebe zu Christo. Het boek ging tegen 1728 door vijf edities en maakte zijn naam. In het jaar na verschijning werd hij professor kerkgeschiedenis aan de Universiteit van Gießen. Na één jaar nam hij weer ontslag, omdat het academische leven hem niet beviel en zijn mystiek geïnspireerde devotie in de weg stond. 
Arnold keerde terug naar Wittenberg en publiceerde er in 1699-1700 zijn hoofdwerk, de tweedelige Unpartheyische Kirchen- und Ketzer-Historie ("Onpartijdige kerk- en ketterijgeschiedenis"). Daarin leverde hij een ingrijpende herziening van de kerkgeschiedenis, die hij duidde als een geschiedenis van gestaag verval. De zuiverheid van het vroege christendom was teloorgegaan door theologische conflicten die uiteindelijk  voorrang gaven aan lege woorden boven devotie. Hij sympathiseerde met individuen die een persoonlijke relatie tot God cultiveerden, wat hen vaak op marginalisering of zelfs vervolging kwam te staan. Zo gebruikten de gevestigde kerken ketterij als wapen tegen onorthodoxe maar diepreligieuze denkers. De oprichting van de geaccepteerde Kerk door de Romeinse keizer Constantijn in de vierde eeuw zag hij als een grote ramp. Mohammed kreeg dan weer lof voor de gewetensvrijheid die hij toestond. 
In zijn volgende boek, Geheimniss der göttlichen Sophia (1700), ontvouwde Arnold een vorm van mystiek rond de Wijsheid als een soort vrouwelijke godheid. Het huwelijksloze bestaan dat hij daarin aanprees, gaf hij het volgende jaar op door te trouwen met Anna Maria Sprögel. Ze kregen in 1704 een dochter. Zijn huwelijk en zijn aanvaarding van het pastoraat markeerden een scherpe verandering van opvattingen. Hij ging werken schrijven over praktische theologie. Zijn hymnen werden gebruikt in de lutherse kerk. Eén ervan is door Johann Sebastian Bach op muziek gezet ("Vergiss mein nicht", BWV 505).
Op 20 mei 1714 werd de Pinksterdienst van Arnold verstoord door ronselaars van het Pruisische leger, die jongelingen die hij op de belijdenis voorbereidde meevoerden als soldaat. De predikant – reeds verzwakt door scheurbuik – was zo geschokt dat hij korte tijd later het leven liet.

## Voetnoten
1. ↑  Ritchie Robertson, The Enlightenment. The Pursuit of Happiness, 1680-1790, 2020, p. 122. Gearchiveerd op 16 juli 2023.

- Bibsys: 97008617
- Bibliothèque nationale de France: cb12523301m (data)
- Gemeinsame Normdatei: 118650386
- International Standard Name Identifier: 0000 0000 8338 963X
- Library of Congress Control Number: n89658936
- Nationale Bibliotheek van Letland: 000222722
- Nationale Bibliotheek van Tsjechië: jn19981000147
- Nationale bibliotheek van Australië: 61540325
- Nationale Bibliotheek van Israël: 987007304619005171
- Nationale Bibliotheek van Polen: a0000003143808
- Nederlandse Thesaurus van Auteursnamen: 068594399
- Réseau des bibliothèques de Suisse occidentale: 02-A012367656
- Istituto Centrale per il Catalogo Unico: MILV073432
- LIBRIS: 280696
- Système universitaire de documentation: 03448082X
- Trove: 1842668
- Virtual International Authority File: 5040245
- WorldCat: E39PBJrKPk4fRQCWj9x4CWXjmd